# A nagy hajtóvadászat
A nagy hajtóvadászat (eredeti címén The Great Hunt) a második kötete Az Idő Kereke sorozatnak, melyet Robert Jordan amerikai író írt. 1990 novemberében jelent meg, később két kötetre bontva. Egy prológust és ötven fejezetet tartalmaz. A történet főhősei az előző kötetben megismert Rand al'Thor, Mat Cauthon, és Perrin Aybara, akik shienari harcosokhoz csatlakozva indulnak el, hogy visszaszerezzenek egy értékes varázstárgyat, Valere kürtjét az ellenség markából. Ezzel egy időben Egwene Al'Vere, Nyaeve Al'Meara, és Elayne Trakand a tar valoni Fehér Toronyba mennek, hogy aes sedai-okká válhassanak. Mindeközben egy különös hadsereg érkezik a nyugati partvidékre.

## Cselekmény
|  | Alább a cselekmény részletei következnek! |

A prológusban nyilvánvalóvá válik, hogy az előző könyv végén látszólag meghalt Ba'alzamon még életben van, és híveit éppen a Sötét Úr közelgő visszatéréséről győzi meg. A hallgatóságban két aes sedai is jelen van, az egyiküket Liandrin néven ismerjük meg. Közben az első könyv főhősei épp Fal Dara erődítményében vannak, Shienarban, ahová az aes sedai-ok vezetője, az Amyrlin Trón, Siuan Sanche is ellátogat. Siuan komolyan elbeszélget Moiraine-nel és Verinnel, majd Rand-del. Siuan közli vele, hogy ő az újjászületett Sárkány, amit Rand elutasít - nem akar az aes sedai-ok bábja lenni. Mat közben egyre rosszabbul lesz, amit a közte és a megátkozott tőr közti kapocs okoz, Rand pedig kardvívóleckéket vesz. Padan Faint, a gonosz által hatalmába kerített házalót még mindig az erőd börtönében őrzik, ám hirtelen árnybarátok jelennek meg, megostromolják a várat, és kiszabadítják őt. Emellett ellopják és magukkal viszik Valere kürtjét és a megátkozott tőrt, amely Mat állapotát okozza. 
Rand, Perrin, és Mat így hát elindulnak délnek, hogy visszaszerezzék ezeket, mert a kürt egy legendás erejű tárgy (ha megszólal, rég halott hősök is visszatérnek, hogy csatába szálljanak annak oldalán, aki megfújja), a tőrre pedig Mat túlélése miatt van szükség. A shienari Ingtar Shinowa is velük tart, húsz emberével, valamint Hurin, a nyomkövető szaglász. Fain igyekszik minél gyorsabban elmenekülni előlük, trallokok, Enyészek, és árnybarátok segítségével. Nynaeve és Egwene Moiraine-nel egyetemben pedig Tar Valonba utaznak, az andori Elayne hercegnővel és Minnel.
Rand, Loial, és Hurin elszakadnak a többiektől, és egy véletlenül aktivált portálkő segítségével egy alternatív világba csöppennek, ami hasonlatos a valódihoz, de minden kies és elhagyatott. Rand úgy sejti, a portálkövet a saját saidin energiája aktiválta, miközben aludt. Ebben a világban összecsap Ba'alzamonnal és kegyenceivel (mely során megjelenik rajta a gém jele). Találkozik egy rejtélyes, Selene névre hallgató nővel, akinek a segítségével egy másik portálkővel visszajut a valódi világba. Visszajutván megelőzi a többieket, s így lehetősége nyílik arra, hogy az árnybarátoktól visszalopja a tőrt és a kürtöt.
Közben Ingtar csapata tovább követi Padan Faint, mit sem tudva arról, mi történt Randdal. Perrin úgy tűnik, szintén rendelkezik nyomolvasó képességekkel, ám ezek titokban tartott farkas-képességeiből fakadnak
Egwene, Nynaeve, és Moirane az Amyrlin Trónnal elindulnak Tar Valonba. Útközben az aes sedai-ok tanítani próbálják őket, de a valódi céljuk az, hogy információkat tudjanak meg Randről, Matről és Perrinről. Tar Valonban Egwene megtudja, hogy valószínűleg képes az álmaiban előre látni a jövőt; ezután Nynaeve három próbatételen megy keresztül, melynek során különféle látomások jelennek meg előtte, hogy eltántorítsák az útjától. Miután kiállja a próbákat, beavatottá válik.
Rand eközben Cairhien városába tart, Selene pedig váratlanul eltűnik. A városba érkezve Rand megdöbbenve tapasztalja, hogy Thom Merrilin, a mutatványos, aki az előző kötetben feláldozta értük az életét, mégis életben van. Később megtámadják őket a trallokok, és a fogadót, ahol megszálltak, felgyújtják. A tettesek meglépnek mind a tőrrel, mind a kürttel.
Perrin segítségével (akinek a farkasok adnak információt) Ingtarék végre megtalálják Randékat, és rájönnek, hogy a kürtöt Tomafőre, Falme városába vitték. Abban bízva, hogy hamarabb odaérhetnek, Rand az Utakon keresztül akar közlekedni, de azt a Fekete Szél bezárva tartja előttük. Ezért egy portálkövet használnak, csakhogy ez rossz ötletnek bizonyul, mert bár térben megérkeznek, időben közben négy hónap telik el a valódi világban.
Eközben ismeretlen népek, a hódító seanchanok seregei rohanják le Falme városát. A fehérköpenyes Geofram Bornhald, a Fény Gyermekeinek úrkapitánya, meg akar ütközni velük, és nagy csatára készül. Időközben a Fehér Toronyban Liandrin (aki titokban az árnybarát szektának, a Fekete Ajahnak a tagja) figyelmezteti Egwene-t és Nynaeve-t, hogy a barátaik nagy veszélyben vannak, ezért az Utakon keresztül Tomafőre kell menniük. Min és Elayne is velük tartanak. Amikor megérkeznek, Liandrin elárulja őket, Mint elrabolják a seanchanok, Egwene-t pedig megbilincselik egy különös szerkezettel, mellyel az Egyetlen Hatalmat fókuszálni képes nőket irányítják, állatok módjára. Nynaeve és Elayne el tudnak menekülni.
Falméban Rand, Ingtar, és a többiek nekilátnak, hogy visszaszerezzék az ellopott holmikat. Öten vállalkoznak rá, hogy véghezviszik az akciótː Ingtar, Hurin, Rand, Perrin és Mat. Mat egyre rosszabbul van a tőr hiánya miatt. Rand sikeresen visszalopja a tőrt és a kürtöt, s közben megöl egy seanchan kardmestert, Turakot. Ingtar leleplezi magát, bevallja, hogy árnybarát volt, és ő felel azért, hogy ellopták a tárgyakat. Bűneit azonban megbánja, és csatában esik el. Ugyanekkor Elayne és Nynaeve megmentik Egwene-t, ám éppen ekkor lendülnek támadásba a fehérköpenyek is, s két tűz közé kerülnek. Kétségbeesésében Mat megfújja a kürtöt, és ezzel megidézi a halott harcosokat, akik közt ott van Sasszárny Artur király (a seanchanok őseinek legendás uralkodója), és egy másik híres hősnő, Birgitte is. A seanchanok könnyűszerrel legyőzik a fehérköpenyeket, de azután a halott harcosok visszaszorítják őket is, és kizavarják őket a nyílt tengerre.
Legvégül Rand ismét összecsap Ba'alzamonnal, s az arcképük kirajzolódik az égre, hogy mindenki láthassa. Bár Rand ismét megsemmisítő támadást visz be, de súlyosan megsérül. Miközben Rand elfogadja, hogy ő az újjászületett Sárkány, újra megjelenik Selene is, akiről kiderül, hogy az igazi neve Lanfear, és a Kitaszítottak egyike.
|  | Itt a vége a cselekmény részletezésének! |

## Kiadások
2004-ben megjelent a könyv ifjúsági változata, nagyobb betűkkel és illusztrációkkal, két kötetre bontva.
Magyarországon először 1999-ben adta ki a Beholder, majd 2011-ben a Delta Vision.
E-book formátumban 2009-ben jelent meg. A 2011-es magyar kiadás borítóján is ugyanaz a jelenet látható, mint azon, csak egy teljesen más rajzonː Rand visszaszerzi Valere Kürtjét a trallokoktól, vele van Loial és Selene is.

## Magyarul
- A nagy hajtóvadászat; ford. Würth Attila; Beholder, Budapest, 1999 (Az idő kereke sorozat)